# Kiviõli
Kiviõli – miasto w Estonii, w prowincji Virumaa Wschodnia. Zamieszkiwane przez 7400 osób. 
Osada powstała w 1922 roku i uzyskała prawa miejskie w 1946 roku. Około połowa populacji to imigranci z czasów radzieckich, głównie Rosjanie.
Znajduje się tu prawosławna cerkiew Opieki Matki Bożej oraz stacja kolejowa Kiviõli, położona na linii Tallinn – Narwa.